# Ànec negrós
L'ànec negrós o ànec collverd americà (Anas rubripes) és un ànec de superfície, per tant un ocell de la família dels anàtids (Anatidae), molt pròxim a l'ànec collverd amb el qual antany es va considerar coespecífic.

## Hàbitat i distribució
Habita en aiguamolls, estanys i badies. Cria des de la meitat oriental del Canadà continental i Terranova, cap al sud fins a la zona nord-oriental dels Estats Units. En hivern es desplaça cap al sud arribant a Texas i Florida. Individus divagants poden arribar fins a l'Europa occidental, incloent els Països Catalans.